# Canthochilum guayca
Canthochilum guayca là một loài bọ cánh cứng trong họ Bọ hung (Scarabaeidae).